# Live at the Showbox
Live at the Showbox är Pearl Jams tredje videoalbum och den första som innehåller en hel konsert. DVD:n spelades in den 6 december 2002 på the Showbox i bandets hemstad Seattle. Den släpptes den 30 juni 2003 och går bara att få tag på genom bandets hemsida.

## Låtlista
1. "Elderly Woman Behind the Counter in a Small Town"
2. "Off He Goes"
3. "Thumbing My Way"
4. "Thin Air"
5. "Breakerfall"
6. "Green Disease"
7. "Corduroy"
8. "Save You"
9. "Ghost"
10. "Cropduster"
11. "I Am Mine"
12. "Love Boat Captain"
13. "Gods' Dice"
14. "1/2 Full"
15. "Daughter"/"War"
16. "You Are"
17. "Rearviewmirror"
18. "Bu$hleaguer"
19. "Insignificance"
20. "Betterman"
21. "Do the Evolution"
22. "Yellow Ledbetter"
23. "Soon Forget"
24. "Don't Believe In Christmas"